# کورت آرمبروستر
کورت آرمبروستر (آلمانی: Kurt Armbruster; ۱۶ سپتامبر ۱۹۳۴ – ۱۴ مارس ۲۰۱۹) بازیکن فوتبال اهل سوئیس بود.
از باشگاه‌هایی که در آن بازی کرده‌است می‌توان به باشگاه فوتبال لوزان-اسپورت و باشگاه فوتبال گراس‌هاپر زوریخ اشاره کرد.
وی همچنین در تیم ملی فوتبال سوئیس بازی کرده‌است.